# Blatnik pri Črnomlju
Blatnik pri Črnomlju je naselje u slovenskoj Općini Črnomelju. Blatnik pri Črnomlju se nalazi u pokrajini Dolenjskoj i statističkoj regiji Jugoistočnoj Sloveniji. 

## Stanovništvo
Prema popisu stanovništva iz 2002. godine naselje je imalo 148 stanovnika.